# زیست‌شناسی جمعیت
اصطلاح زیست‌شناسی جمعیت (به انگلیسی: Population biology) با معانی مختلفی به کار رفته‌است. در سال ۱۹۷۱ ادوارد او. ویلسون و همکاران، از این اصطلاح به معنای به کار بردن مدل‌های ریاضی برای ژنتیک جمعیت، بوم‌شناسی جامعه و پویایی جمعیت استفاده می‌کنند. آلن هستینگز در سال ۱۹۹۷ از این اصطلاح به عنوان کتاب خود در مورد ریاضیات با کاربرد در پویایی جمعیت استفاده کرد. این نام همچنین برای دوره‌ای که در یوسی دیویس در پایان دههٔ ۲۰۱۰ ارائه شد، استفاده شد که آن را به عنوان یک رشته میان‌رشته‌ای توصیف می‌کند که حوزه‌های بوم‌شناسی و زیست‌شناسی تکاملی را ترکیب می‌کند. این دوره شامل ریاضیات، آمار، بوم‌شناسی، ژنتیک و سازگان‌شناسی است. انواع متعددی از جانداران نیز مورد مطالعه قرار گرفته‌است.